# Parafia św. Floriana i św. Józefa w Olbrachcicach Wielkich
Parafia św. Floriana i św. Józefa w Olbrachcicach Wielkich znajduje się w dekanacie ząbkowickim północnym w diecezji świdnickiej. Była erygowana w 1997 r. Parafia ta posiada około 12 ministrantów.

## Proboszczowie parafii
- ks. Wieslaw Rak administrator( do 2011)[1]
- ks. Stanislaw Jendykiewicz administrator (2011– )[2]